# Michael Ignatius Klahr

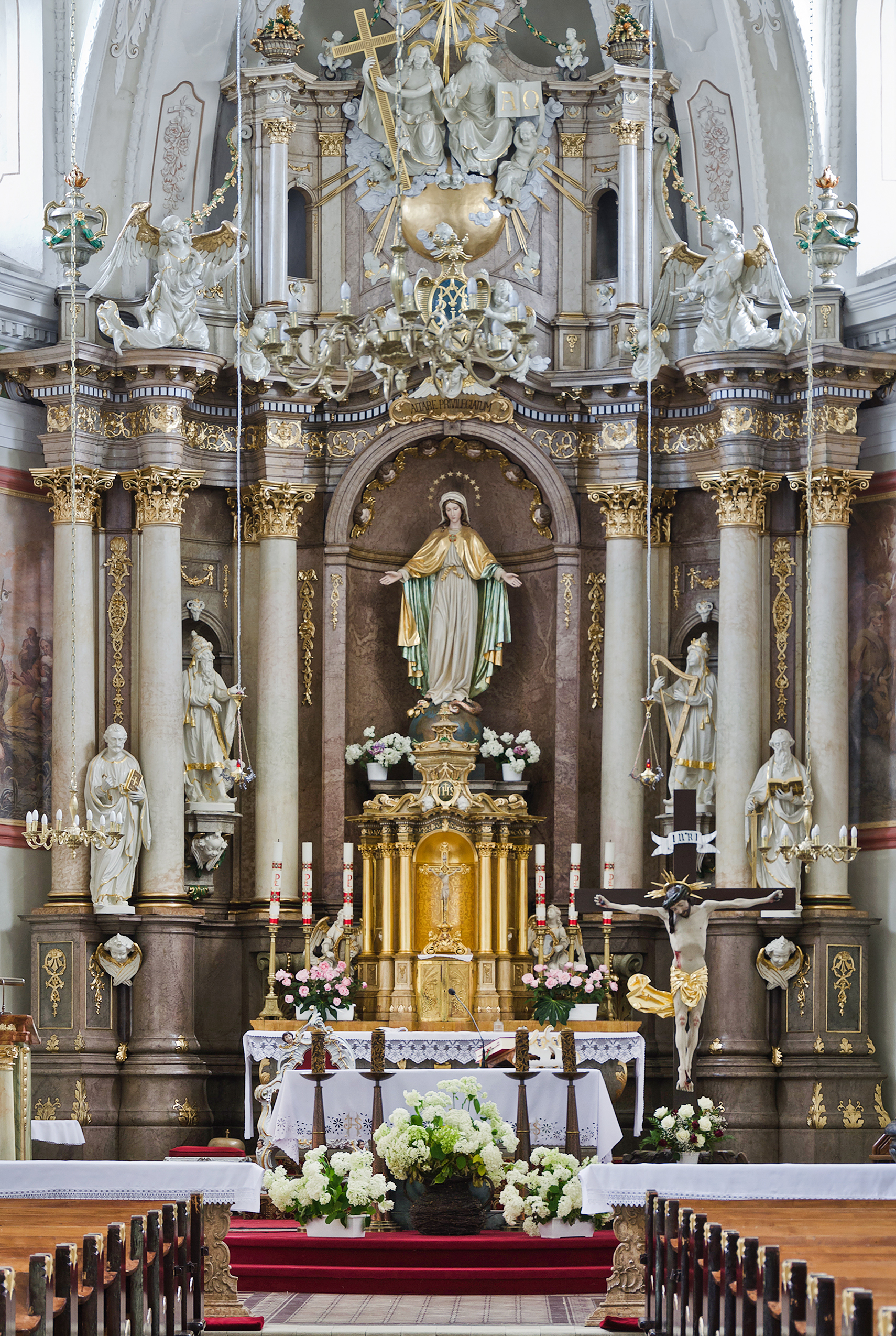
Ołtarz Michaela Klahra Mł. w kościele w Lądku-Zdr.

Michael Ignatius (Michał Ignacy) Klahr (ur. 23 listopada 1727 r., zm. 27 czerwca 1807 r. w Lądku-Zdroju) zwany Młodszym – rzeźbiarz niemiecki, kontynuator dzieła artystycznego swojego ojca Michaela Klahra Starszego (1693-1742), działający na przełomie XVIII  i XIX wieku na Dolnym Śląsku, głównie na obszarze ziemi kłodzkiej.
Przejął tradycję rzeźbiarską i warsztat po swoim ojcu, wybitnym rzeźbiarzu tworzącym w duchu baroku. Jest autorem szeregu dzieł o tematyce sakralnej, które znajdują się w kościołach rozsianych po ziemi kłodzkiej w następujących miejscowościach:

- Bystrzyca Kłodzka
- Domaszków
- Idzików
- Jugów
- Lądek-Zdrój
- Lewin Kłodzki
- Nowa Wieś
- Nowa Wieś Kłodzka
- Orłowiec
- Różanka
- Gorzanów

Trzej synowie Michaela Ignacego Klahra również byli rzeźbiarzami, jednak ich dzieła nie są tak wysoko oceniane jak dzieła przodków.

## Ważniejsze dzieła artystyczne
- ambona, ołtarz główny i szopka bożonarodzeniowa w kościele parafialnym w Lądku-Zdroju,
- ambona i rzeźby ołtarzowe w kościele Wniebowzięcia NMP w Różance (z lat 1755-1762),
- figura św. Michała Archanioła przed bramą kościoła w Różance (1762).
- ołtarz w kościele w Jugowie,
- ołtarz w kościele w Nowej Wsi Kłodzkiej,
- ołtarz w kościele w Dzikowcu.